# دنبیداس
دنبیداس دهستانی در استان آبیلای اسپانیا است.
در این دهستان ۶۸ نفر زندگی می‌کنند. مساحت این دهستان ۱۱٫۴۸ کیلومتر مربع است.